# Богдан Пантелеймон Панасович
Пантелеймон Панасович Богдан (нар. 1912, село Чепіль, тепер Балаклійського району Харківської області — ?) — український радянський діяч, голова колгоспу імені Орджонікідзе Балаклійського району Харківської області. Депутат Верховної Ради УРСР 2-го скликання.

## Життєпис
Народився у бідній селянській родині. Після смерті батька працював чорноробом на Макіївському заводі, був учнем у столярній майстерні, кріпильником та вибійником шахти.
У 1930—1941 роках — рахівник, тесляр, бригадир теслярської бригади колгоспу імені Орджонікідзе села Чепіль Балаклійського району Харківської області.
З 1941 року — у Червоній армії, учасник німецько-радянської війни. Служив рядовим бійцем, командиром відділку. Брав участь у боях на Сталінградському, Воронезькому та Центральному фронтах. Після важкого поранення був демобілізований, і восени 1944 року повернувся до рідного села.
Член ВКП(б) з 1943 року.
З 1946 року — голова колгоспу імені Орджонікідзе села Чепіль Балаклійського району Харківської області.